# Notti veneziane
Notti veneziane (Eine venezianische Nacht) è un film tedesco del 1914 diretto da Max Reinhardt, con Alfred Abel, Maria Carmi e, non accreditato, Ernst Lubitsch.

## Trama
Anselmus Aselmeyer visita finalmente Venezia, la città dei suoi sogni. Appena giuntovi, un tale, che si fa chiamare Pipistrello, lo porta in giro per i canali in gondola. Si imbattono in un corteo nuziale: la giovane Marchesina dei Bisognosi sposa il ricco Mangiabene, ma probabilmente solo per necessità e controvoglia, dato che lancia occhiate languide, ed un fiore, ad un giovane ufficiale. Anselmus crede che le occhiate siano rivolte a lui, e raccoglie il fiore.
L’albergo dove si tiene la festa nuziale, e dove la coppia passerà la prima notte di nozze, è quello in cui alloggia anche Anselmus. La sposa si ritira per prima dalla festa, e va nella camera nuziale, di fianco a quella in cui Anselmus, addormentatosi, sogna.
Sogno di Anselmus: l’ufficiale entra nella camera della sposa, ma, all’arrivo del marito, si nasconde; poi il marito si allontana, entra Pipistrello e uccide l’ufficiale. La sposa chiede aiuto ad Anselmus, che, accompagnato da Pipistrello, trasporta il cadavere in gondola un po’ al largo, e lo getta a mare. Ma Pipistrello ripesca dall’acqua l’ufficiale insieme ad altre tre sue repliche. Tornato in città Anselmus incontra i quattro ufficiali, e si batte di scherma con tutti, poi, inseguito, si rifugia nella camera della sposa e le racconta tutto. Lo sposo trova la camera nuziale chiusa, e il personale lo fa accomodare nella camera di Anselmus.
Al risveglio, Anselmus, trova sopra di sé, a letto, il voluminoso corpo dello sposo, addormentato.
La coppia di sposi lascia l’albergo in gondola. Anselmus, sconsolato, getta nel canale il fiore che la sposa aveva lanciato.